# Abraham Kronhjort
Abraham Kronhjort, ursprüngliche schwedische Schreibung Cronhiort oder Cronhjort, deutsch auch Cronhirsch (* 1. Januar 1634 in Kokenhusen, Schwedisch-Livland; † 12. November 1703 in Helsingfors), war ein schwedischer Baron und zuletzt General der schwedischen Armee und Oberbefehlshaber der schwedischen Truppen in Finnland.

## Familie
Abraham Kronhjort war der Sohn des schwedischen Majors Abraham Larsson Hirsch Freiherr zu Kronhjort und Frau Dorotea Vellingk.
Er heiratete am 22. September 1685 in Kläckeberga im schwedischen Kreis Kalmar län Brita Skyttenhielm, Tochter des Bischofs von Kalmar län Henning Schütte, Freiherr von Skyttenhielm. Gemeinsam hatten sie zwei Söhne Hans Henning Kronhjort und Carl Gustaf Kronhjort.
Kronhjort wurde 1696 zum Freiherren ernannt.

## Militärische Laufbahn
Kronhjort begann im Jahre 1648 den militärischen Dienst im Närke-Värmland Regiment, dem Regiment seines Vaters, als Fähnrich. Zwei Jahre später erfolgte die Ernennung zum Leutnant. Im Herbst 1649 begann er ein Studium an der Universität Rostock und 1651 an der Universität Greifswald.
1651 wurde Abraham Kronhjort in das Regiment des Feldmarschalls Adam Ludwig Lewenhaupt nach Livland versetzt. Während seines Dienstes in dem Regiment wird er 1655 zum Kapitän ernannt und nahm darauf folgend am zweiten Nordischen Krieg teil. Das Regiment Lewenhaupt marschierte dabei unter Oberkommando des schwedischen Königs Karl X. Gustav in Litauen ein. 1658 erfolgte die Ernennung zum Major und seine Teilnahme an der Verteidigung von Riga, der Kommandant der Festung Magnus Gabriel De la Gardie erkannte das Potenzial in Kronhjort als Anführer und durch dessen Fürsprache durfte Kronhjort an der schwedischen Kriegsakademie promovieren. Nach dem Abschluss ging er als Hauptmann zum Dragonerregiment Strömsholms und Ulvsund. Mit diesem Regiment nahm er am Dänisch-Schwedischen Krieg von 1658–1660 teil. Während seiner Stationierung an der norwegischen Grenze wurde er zum Major befördert.
Im Oktober 1658 folgte die Versetzung zur Infanterie des neu gegründeten Bergregiment. Das Regiment wurde wieder nach dem Frieden von Roskilde aufgelöst und Abraham Kronhjort entlassen. Als Kommandeur trug er die Verantwortung dafür, dass sich das Regiment nicht ehrenhaft verhalten hätte und während des Rückmarsches viele Soldaten des Regiments desertiert seien. Im Jahre 1661 nahm Kronhjort seinen Abschied aus der schwedischen Armee und reiste in den Folgejahren von 1661–66 durch Europa.
Von 1663 bis 1664 war Kronhjort Kammerherr des Herzogs der Toskana und Florenz, Ferdinando II. de’ Medici. Nach der Rückkehr nach Schweden wurde Kronhjort zum Oberstleutnant im Ruhestand ernannt und erhielt für seine Verdienste für das Vaterland eine Rente. Diese wurde 1669 wieder zurückgezogen und Abraham Kronhjort erhielt die Erlaubnis, in die Dienste anderer Staaten zu treten.
Am 2. August 1670 trat er in die Dienste des Herzoges Eberhard III. von Württemberg. Im Range eines Obersts übernahm er das blaue Regiment der württembergischen Armee. Von 1671 bis 1675 war Kronhjort Oberkommandierender der württembergischen Infanterie und Oberjogt von Kirchheim.
Zurück in schwedischen Diensten erhielt er am 3. August 1676 das Kommando über das Dragoner-Regiment Småland und ab dem 2. August 1678 das des Regimentes Kronberg. In diesem Regiment nahm er am Schonischen Krieg teil. Am 12. Juli 1680 wurde er nachfolgend aus dem württembergischen Kriegsdienst entlassen.
Am 26. Juli 1696 erfolgte die Ernennung zum Gouverneur von Nyland und Tavastland im Süden von Finnland. Am 3. November 1700 wurde er zum General der Infanterie ernannt. Von 1700 bis 1703 war er Oberkommandierender der schwedischen Truppen in Finnland. Bei dieser Ernennung war Kronhjort bereits 66 Jahre und dementsprechend ein gealterter Befehlshaber, nach anfänglichen Erfolgen wurden seine Truppen von den russischen Angriffen immer weiter zurückgedrängt. Nachdem die russischen Truppen 1702 die Schlüsselburg, auch Nöteborg genannt, und 1703 die Schanze von Nyen eroberten, war ganz Ingermanland in russischer Hand. Der russische Zar Peter I. marschierte im Frühjahr 1703 mit 25.000 Mann über die finnische Grenze und schlug die schwedischen Verteidigungstruppen in der Schlacht von Systerbäck.
Das bittere Ende seiner Karriere wurde mit dem Ausspruch von Karl XII. „Kronhjort war ein schlechter Anführer. Gott hüte uns vor solchen Generälen!“ besiegelt. Die Niederlage bei Systerbäck beendete die militärische Laufbahn von Kronhjort. Sein Nachfolger wurde Georg Johann Maydell. Die Absetzung als Oberbefehlshaber der schwedischen Truppen in Finnland traf ihn sehr hart, er starb wenige Monate später in Helsingfors.